# Альберто Ванаско
Альбе́рто Вана́ско (ісп. Alberto Vanasco, 18 січня 1925, Буенос-Айрес — 11 травня 1993, там свмо) — аргентинський письменник, представник аргентинського літературного авангарду 1950-х років Письменник Серхіо Ольгін назвав його роман «Нью-Йорк Нью-Йорк» (1969) «одним із найкращих аргентинських романів ХХ століття».

## Біографія
Альберто Ванаско народився 18 січня 1925 року в Буенос-Айресі, Аргентина. Він був другим із чотирьох братів. Його оточення було жорстоко покарано кризою 1930 року. Його батько втратив посаду керуючого Муніципальним банком і був змушений переїхати в Сан-Хуан, на ферму, що належала його дідові по материній лінії. Там він розпочав початкове навчання. У 1934 році його сім'я повернулася, щоб оселитися на околиці Буенос-Айреса. Послідовні переїзди та зміни місця проживання між селом і містом разом із типовими економічними проблемами того часу залишать потужний відбиток на особистості автора, що пізніше відобразиться в його творчості. Венаско рано познайомився з англійською, французькою, російською та іспанською літературами.
Під час навчання в Національному коледжі Буенос-Айреса у нього почався інтерес до літератури, і в ці роки він вирішив стати письменником. У віці сімнадцяти років і завдяки фінансовій допомозі тітки він опублікував свій перший роман Прямо на перехресті.
Після смерті батька в 1944 році він брався за будь-яку роботу, яка давала йому необхідну свободу присвятити себе заняттям, які його цікавили — працював у транспортній корпорації, в судах, вчителем математики, перекладачем, водієм таксі, журналістом. 1949 року він одружився з Естер Гонсалес, а через кілька років у нього народився перший син Альберто. Через кілька років вони розлучилися. Потім він поїхав до Нью-Йорка, де працював у видавництві Crown Publishers. 1972 року він подорожував до Європи і оселився в Барселоні. 
Після повернення він жив виключно своєю літературною та журналістською працею, займаючись перекладами та спорадично пишучи сценарії для кіно чи телебачення. З 1981 року почався інший етап його життя, більш стабільний і спокійний. Цього року він одружився з Алісією Сьєрра, яка була його супутницею  до самої смерті. Від цього шлюбу народилися дві дочки Вікторія і Лус. У свої останні роки він також працював президентом Національної комісії популярних бібліотек (CONABIP), організації, яка керує всіма популярними бібліотеками в Аргентині. Помер у Буенос-Айресі в 1993 році.

## Творчість
Як автор він звертався до поезії, романів, оповідань, есеїв, наукової фантастики та театру. У Національному коледжі Буенос-Айреса він розпочав свою близьку дружбу з Маріо Трехо, з яким у 1946 році заснував клуб HIGO, рух культурної агітації, який уже в той час сприяв певним хепенінгам (виставки живопису та скульптури, які тривали кілька хвилин) і супроводжувалися поетичними читаннями в центрі Буенос-Айреса, 1946-47).
Він був безпосередньо пов'язаний із сюрреалістами та групою Poesía de Buenos Aires, членом якої він був разом з Едгаром Бейлі, Раулем Густаво Агірре та Пако Урондо. Його друзями також були Франсіско Мадар'яга, Мігель Браско, Енріке Моліна та Ное Хітрик.
Він був новатором у всіх жанрах. Він експериментував із мовою, заснованою виключно на експлуатації образу та контакті з реальністю. У своєму романі 1947 року Проте Хуан вижив він передбачив формальні досягнення, які роками пізніше будуть приписані французькому неооб'єктивізму, і до Мішеля Бютора він використовував другу особу та майбутній час, порушуючи звичайні формальні апподжиатури.
Його п'єса «Без милосердя для Гамлета», написана разом з Маріо Трехо, отримала муніципальну премію Буенос-Айреса та національну премію Флоренсіо Санчеса (1957). Разом з Пако Урондо керував журналом Zona і був активним учасником журналів Macedonio та Letra y Línea. Як автор наукової фантастики, жанру, який мало розвинений в Аргентині, він опублікував у співпраці з Едуардо Голігорським «Спогади про майбутнє», які мали кілька перевидань, і «До побачення до завтра». Його роман «Нью-Йорк Нью-Йорк» 1967 року грає з часом, оскільки розповідається в протилежному напрямку до плину часу. Його поетична творчість демонструє новаторський намір і перевершує традицію мартінф'єрріста, яка походить від його дружби з Бейлі, завдяки якій він пов'язаний із принципами журналу Arturo. Дуже зацікавлений у філософії, він присвятив себе вивченню праці Гегеля, автора, який, за його словами, дав йому відповіді. У 1973 році він опублікував «Життя і творчість Гегеля», а в 1992 році «Три есе з філософії нашого часу». У 1984 році він отримав премію Konex у галузі наукової фантастики. Його роман «На південь від Ріо-Гранде» отримав Муніципальну премію в 1987 році. У 1987 році Аргентинський фонд поезії нагородив його Великою почесною премією.

### Романи
- Прямо на роздоріжжі (1943)
- Проте Хуан вижив (1947)
- Для них вічність (1957)
- Багато хто не живе (1964)
- Нью-Йорк Нью-Йорк (1967)
- Інші побачать море (1977)
- На південь від Ріо-Гранде (1987)

### Оповідання
- Спогади про майбутнє (1966, у співпраці з Едуардо Голігорським)
- До побачення до завтра (1967, у співавторстві з Едуардо Голігорським)
- Спогади про майбутнє (1976)
- Нові спогади про майбутнє (1977)
- Ганебні роки (1983)

### Поезія
- 24 абсолютних і два незначних сонети (1945, перевидано в 1971 під назвою «Сонети»)
- Остаточні квартети та триплети (1947)
- Вона взагалі (1954)
- Боулдер (1962)

### Філософія
- Життя і творчість Гегеля (1973)
- Лист моїм дочкам (1991)
- Три есе про філософію нашого часу (1992)

### Театр
- Немає милосердя для Гамлета (1957, написаний у співпраці з Маріо Трехо)